# Olivier Hekster
Olivier Joram Hekster (né à Leyde, le 8 mai 1974) est un historien néerlandais et professeur d'histoire ancienne au Wadham College à partir de 2002 puis à l'université Radboud de Nimègue,. Il est le frère de la journaliste Kysia Hekster. En 2017, il reçoit le prix Ammodo Science Award décerné depuis 2015 par l'Académie royale néerlandaise des arts et sciences,. On lui doit de nombreux ouvrages et publications sur l'Empire romain.

## Publications
Olivier Hekster, Commodus: an emperor at the crossroads, Gieben, Amsterdam, 2002,  (ISBN 9789050632386)